# Time (O.Torvald)
Time è un singolo del gruppo rock ucraino O.Torvald, pubblicato il 17 febbraio 2017 su etichetta discografica Best Music. Il brano è stato scritto e composto da Jevgen Halyč e Jegven Kamenčuk e prodotto da Kyrylo Matjušenko.
Jegven "Ženja" Halyč, autore del brano e cantante del gruppo, ha spiegato il testo di Time affermando: "La canzone parla del tempo, l'unica cosa che non può essere restituita. È impossibile vivere due volte nello stesso momento, e per questo dovremmo apprezzare ogni istante che condividiamo con parenti e amici. Per ricordare e onorare il passato o per sognare del futuro è importante godersi e apprezzare il momento che si sta vivendo. Il valore del tempo non può essere valutato."
Gli O.Torvald hanno partecipato con Time al processo di selezione per scegliere il rappresentante ucraino per l'Eurovision Song Contest 2017. Hanno cantato durante la terza semifinale del 18 febbraio 2017, che hanno vinto totalizzando 14 punti, arrivando secondi su otto partecipanti sia nel televoto che nel voto della giuria. Hanno ripresentato il brano nella finale del 25 febbraio, dove si sono nuovamente piazzati secondi su sei partecipanti nel televoto e nel voto della giuria. Hanno totalizzato 10 punti, al pari con I Love You di Tayanna, ma sono stati proclamati vincitori in quanto hanno ricevuto più televoti della concorrente. Rappresenteranno l'Ucraina all'Eurovision Song Contest 2017 sul palco dell'International Exhibition Centre di Kiev.

## Tracce
Download digitale
1. Time – 3:06